# Scotogramma hirsuta
Scotogramma hirsuta là một loài bướm đêm trong họ Noctuidae.